# Termanology

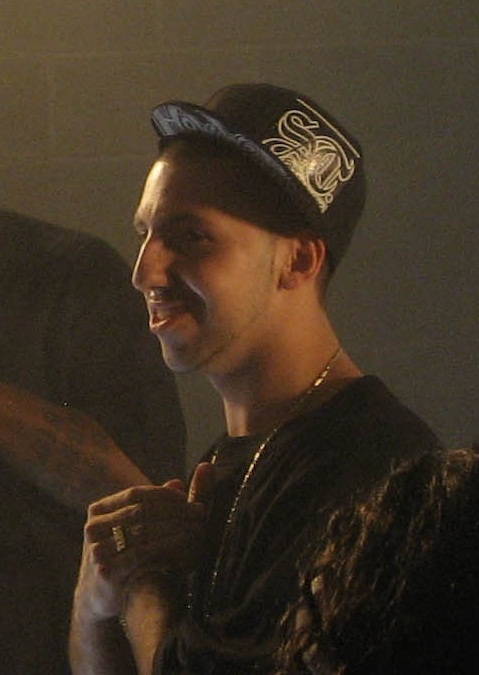
Termanology, 2011

Termanology (* 8. Oktober 1982 als Daniel Carrillo in Lawrence, Massachusetts) ist ein US-amerikanischer Rapper puerto-ricanisch-französischer Abstammung.

## Leben
Termanology wuchs in Lawrence auf und begann im Alter von ungefähr neun Jahren mit dem Reimen. Er veröffentlichte bisher fünf Mixtapes. Sein bekanntester Song ist Watch How It Go Down. Dieser wurde von DJ Premier produziert und erschien in Deutschland unter anderem auf einer CD des Magazins Juice. 2005 wurde ein Kollaboalbum des Rappers mit dem Produzenten „DC“ veröffentlicht.
Am 10. November 2006 erschien sein erstes Streetalbum Hood Politics 4: Show & Prove. Neben Produktionen bekannter Hip-Hop-Musiker wie DJ Premier, Statik Selektah und DJ Kay Slay, finden sich auf Hood Politics 4 auch Beats von verhältnismäßig unbekannten Produzenten wie Shortfyuz, By Twinz und Raf Moses. Gastparts wurden unter anderem von Mighty Sam Mcclain, Trife Da God, M.O.P., Big Shug, Royce da 5′9″ und Papoose für das Streetalbum beigesteuert.
Der Halb-Puerto-Ricaner arbeitete auch auf anderen Veröffentlichungen bereits mit US-amerikanischen Hip-Hop-Künstlern wie Nas, der Terror Squad, Royce Da 5'9", J.R. Writer, Papoose, Akrobatik, M.O.P., Dre Robinson und Ed Rock zusammen. Die erste Single des Rappers heißt This Is Hip Hop. 
Am 21. August 2013 erschien das Mixtape Hood Politics V. Dieses wurde über das Label St. Records veröffentlicht und beinhaltet Gastbeiträge von unter anderem Lil Fame, Evidence, Royce Da 5'9 und Canibus. Die erste Singleauskoppelung ist der Titel So Amazing. Am 30. September 2008 wurde das erste Soloalbum Politics as Usual veröffentlicht. Für die Produktion des Albums arbeitete Termanology mit den Produzenten DJ Premier, Large Professor und Pete Rock, die vierzehn Jahre zuvor einen Großteil des Albums Illmatic von Nas produziert hatten, zusammen.
Im Dezember 2014 wurde Termanologys drittes Soloalbum Shut Up and Rap bei Brick Records (Groove Attack) veröffentlicht. Es enthält unter anderem Gastbeiträge von Inspectah Deck, Lil’ Fame von M.O.P., Torae sowie Reks. 2016 folgte über dasselbe Label das vierte Studioalbum More Politics.

## Diskografie

### Alben
- 2008: Politics As Usual
- 2013: G.O.Y.A. (Gunz or Yay Available)
- 2014: Shut Up and Rap
- 2016: More Politics
- 2018: Bad Decisions
- 2019: Vintage Horns
- 2022: Determination
- 2022: Rapping With My Friends
- 2023: The Summer Pack EP
- 2024: The Summer Pack 2

### Kollaborationen
- 2006: Out the Gate (mit DC)
- 2010: 1982 (mit Statik Selektah)
- 2010: 1982 EP (mit Statik Selektah)
- 2010: 1982: The Diamond Collection (mit Statik Selektah)
- 2010: The Evening News EP (mit Statik Selektah)
- 2012: 2012 (mit Statik Selektah)
- 2013: Fizzyology (mit Lil’ Fame)
- 2014: Mas G.O.Y.A. (mit Shortfyuz)
- 2017: Anti Hero (mit Slaine)
- 2018: Still 1982 (mit Statik Selektah)
- 2019: Set in Stone (mit Dame Grease)
- 2020: The Quarantine (mit Statik Selektah)
- 2020: From El Barrio, With Love (mit UFO Fev)
- 2021: 360 (mit Amadeus360 The Beat King)
- 2021: GOYA 3 (mit Shortfyuz)
- 2022: Start 2 Finish (mit Paul Wall)
- 2024: Time Is Currency (mit NasteeLuvzYou)

### Mixtapes
- 2003: Hood Politics I
- 2004: Hood Politics II
- 2005: Hood Politics III: Unsigned Hype
- 2006: Hood Politics IV: Show And Prove
- 2007: Hood Politics V
- 2007: Verbal Assault I
- 2007: Verbal Assault II
- 2007: 50 Bodies I
- 2008: 50 Bodies II
- 2008: Da Cameo King
- 2009: If Heaven Was a Mile Away: A Tribute to J Dilla
- 2013: Hood Politics VI: Time Machine
- 2009: Jackin’ for Beats
- 2010: 50 Bodies III
- 2011: II
- 2012: 50 Bodies IV
- 2013: Hood Politics VII

### Singles
- 2013: Streetwise